# 生活衛生同業組合連合会
生活衛生同業組合連合会（せいかつえいせいどうぎょうくみあいれんごうかい）は、生活衛生関係営業の運営の適正化及び振興に関する法律に基づいて政令で定められている生活衛生関係営業ごとに設立されている協同組合。生活衛生同業組合の全国組織として業種ごとに1つ設立されている。生活衛生同業組合連合会を統括する組織として一般社団法人全国生活衛生同業組合中央会がある。

## 概要
- 生活衛生同業組合連合会は各都道府県の生活衛生同業組合を統合することを目的として設立されている。組合への加入は任意である。

## 根拠法
- 生活衛生関係営業の運営の適正化及び振興に関する法律 第53条

## 団体
- 全国理容生活衛生同業組合連合会（全理連）
- 全日本美容業生活衛生同業組合連合会（全美連）
- 全国興行生活衛生同業組合連合会（全興連）
- 全国クリーニング生活衛生同業組合連合会（全ク連）
- 全国公衆浴場業生活衛生同業組合連合会（全浴連）
- 全国旅館ホテル生活衛生同業組合連合会（全旅連）
- 全国麺類生活衛生同業組合連合会（全麺生連）
- 全国氷雪販売業生活衛生同業組合連合会（全氷連）
- 全国食肉生活衛生同業組合連合会（全肉生連）
- 全国飲食業生活衛生同業組合連合会（全飲連）
- 全国すし商生活衛生同業組合連合会（全すし連）
- 全国食鳥肉販売業生活衛生同業組合連合会（全鳥連）
- 全国喫茶飲食生活衛生同業組合連合会（全喫飲連）
- 全国中華料理生活衛生同業組合連合会（全中連）
- 全国社交飲食業生活衛生同業組合連合会（全社連）
- 全国料理業生活衛生同業組合連合会（全料連）